# ATP Tour World Championships 1996
La edición 27 de la Tennis Masters Cup se realizó del 19 al 24 de noviembre de 1996 en Hanóver, Alemania.

## Individuales

### Clasificados
- Pete Sampras
- Michael Chang
- Yevgeny Kafelnikov
- Goran Ivanišević
- Thomas Muster
- Boris Becker
- Andre Agassi (se retira)
- Richard Krajicek
- Suplentes: Thomas Enqvist

### Grupo rojo
| Resultados Round Robin-Win | Result-Res | -Winner-Winner-Winner-Win | -Score-Score-Score-Score |
| -------------------------- | ---------- | ------------------------- | ------------------------ |
| Pete Sampras (USA)         | derrota a  | Yevgeny Kafelnikov (RUS)  | 6–4, 6–4                 |
| Pete Sampras (USA)         | derrota a  | Andre Agassi (USA)        | 6–2, 6–1                 |
| Boris Becker (GER)         | derrota a  | Pete Sampras (USA)        | 7–6 (12–10), 7–6 (7–4)   |
| Boris Becker (GER)         | derrota a  | Yevgeny Kafelnikov (RUS)  | 6–4, 7–5                 |
| Yevgeny Kafelnikov (RUS)   | derrota a  | Thomas Enqvist (SWE)      | 6–3, 7–6 (7–5)           |
| Thomas Enqvist (SWE)       | derrota a  | Boris Becker (GER)        | 6–3, 7–6 (7–1)           |

### Grupo blanco
| Resultados Round Robin-Win | Result-Res | -Winner-Winner-Winner-Win | -Score-Score-Score-Score   |
| -------------------------- | ---------- | ------------------------- | -------------------------- |
| Goran Ivanišević (CRO)     | derrota a  | Thomas Muster (AUT)       | 6–4, 6–4                   |
| Goran Ivanišević (CRO)     | derrota a  | Richard Krajicek (NED)    | 6–4, 6–7 (4–7), 7–6 (7–1)  |
| Richard Krajicek (NED)     | derrota a  | Michael Chang (USA)       | 6–4, 6–4                   |
| Richard Krajicek (NED)     | derrota a  | Thomas Muster (AUT)       | 7–6 (7–4), 6–7 (5–7), 6–3  |
| Thomas Muster (AUT)        | derrota a  | Michael Chang (USA)       | 6–4, 6–3                   |
| Michael Chang (USA)        | derrota a  | Goran Ivanišević (CRO)    | 6–7 (8–10), 7–6 (7–5), 6–1 |

| Resultados Etapa Final-Win | -Winner-Winner-Winner-Win | Result-Res | -Winner-Winner-Winner-Win | -Score-Score-Score-Score      |
| -------------------------- | ------------------------- | ---------- | ------------------------- | ----------------------------- |
| Semifinal                  | Pete Sampras (USA)        | derrota a  | Goran Ivanišević (CRO)    | 6(6)-7 7-6(4), 7-5            |
| Semifinal                  | Boris Becker (GER)        | derrota a  | Richard Krajicek (NED)    | 6(4)-7 7-6(3), 6-3            |
| Final                      | Pete Sampras (USA)        | derrota a  | Boris Becker (GER)        | 3-6 7-6(5) 7-6(4) 6(11)-7 6-4 |

| Predecesor: 1995 | ATP World Tour Finals 1996 | Sucesor: 1997 |

- Datos: Q2093281